# Шансонијер
Шансонијер је рукопис који садржи колекцију песама, односно песмарице (иако се неке књиге зову тако, а садрже само текст, а не мелодију). Најважнији шансонијери садрже поезију и музику трубадура и трувера из Средњег века. До 1420, многи шансонијери су садржали и секуларну и црквену музику (осим оних који су садржали дела Гијома де Машоа). Од 1420. секуларна и црквена музика стоје засебно. Шансонијери су се користили у Француској, Италији, али и Немачкој и Шпанији.